# مأموریت: غیرممکن – فال‌اوت
مأموریت: غیرممکن – فال‌اوت (انگلیسی: Mission: Impossible – Fallout) فیلمی در ژانر اکشن و جاسوسی به نویسندگی، تهیه‌کنندگی و کارگردانی کریستوفر مک‌کوری و محصول سال ۲۰۱۸ آمریکا است. مأموریت: غیرممکن - فال‌اوت، در مجموع ششمین فیلم از مجموعه فیلم‌های مأموریت: غیرممکن به‌شمار می‌رود. بعد از فیلم ملت یاغی، این دومین فیلم از مجموعه است که کریستوفر مک‌کوری آن را کارگردانی کرده که او را تبدیل به نخستین کسی می‌کند که دو فیلم از این مجموعه را ساخته‌است. تام کروز، ربکا فرگوسن، وینگ ریمز، سایمون پگ، میشل موناهن، و الک بالدوین، همگی نقش‌های خود در فیلم‌های قبلی را در اینجا نیز تکرار کرده‌اند و هنری کویل، ونسا کربی و آنجلا باست به عنوان بازیگران جدید در این فیلم به آن‌ها اضافه شده‌اند. در فیلم، ایتن هانت و گروهش باید سه کلاهک حاوی پلوتونیم را که به سرقت رفته‌است پیدا کنند، در حالی که یک مأمور مرموز سی‌آی‌اِی به نام آگوست واکر فعالیت آن‌ها را زیر نظر دارد.
بحث ساخت قسمت ششم مأموریت غیرممکن، پیش از اکران موفق فیلم پنجم آغاز شده بود. در نوامبر ۲۰۱۵، مک‌کوری به‌طور رسمی اعلام کرد که نویسندگی و کارگردانی فیلم ششم را برعهده گرفته‌است. مک‌کوری همچنین به همراه تام کروز یکی از تهیه‌کنندگان فیلم نیز خواهد بود. این سومین همکاری مشترک تام کروز و مک‌کوری، بعد از فیلم‌های جک ریچر و قسمت قبلی مأموریت غیرممکن است. کار فیلم‌برداری از آوریل ۲۰۱۷ تا مارس ۲۰۱۸ به طول انجامید. مأموریت: غیرممکن - فال‌اوت، لوکیشن‌های بسیار زیاد و متنوعی داشت و در کشورهای فرانسه، بریتانیا، نیوزیلند، نروژ و امارات متحده عربی جلوی دوربین رفت.
مراسم فرش قرمز فیلم در تاریخ ۱۲ ژوئیه ۲۰۱۸ و در پاریس برگزار شد. فیلم اکران جهانی خود را از تاریخ ۲۷ ژوئیه ۲۰۱۸ آغاز کرد. مأموریت: غیرممکن - فال‌اوت نخستین فیلم مجموعه است که به صورت تمام سه‌بعدی و آی‌مکس در سینماها اکران شد. فیلم با تحسین گسترده منتقدان و تماشاگران همراه بود. منتقدان در نوشته‌های خود، قلم داستانی، تیم بازیگری، طراحی سکانس‌های اکشن و اجرای آن‌ها را ستودند و فال‌اوت را در زمره بهترین فیلم‌های اکشن تاریخ سینما جای دادند. مأموریت: غیرممکن - فال‌اوت بهترین میانگین نمرات را از متاکریتیک و راتن تومیتوز دریافت کرده و تحسین شده‌ترین فیلم مجموعه محسوب می‌شود. فیلم موفق شد در اکران جهانی خود ۷۹۰٫۶ میلیون دلار فروش کند در حالی که بودجه ساخت آن ۱۷۸ میلیون دلار بوده‌است. فال‌اوت، پرفروش‌ترین فیلم مجموعه مأموریت غیرممکن و هشتمین فیلم پرفروش سال ۲۰۱۸ است.
دنباله فیلم، مأموریت: غیرممکن – روزشمار مرگ قسمت اول در سال ۲۰۲۳ اکران شد.

## خلاصه داستان
دو سال بعد از دستگیری سالامون لین، بقایای تشکیلاتی که او رهبریش را برعهده داشت اکنون تبدیل به یک گروه تروریستی جدید به نام حواریون شده‌است که در حال عملیات تروریستی در نقاط مختلف دنیا هستند. در این میان؛ هانت و گروهش مأموریت پیدا می‌کنند تا سه کلاهک حاوی پلوتونیم که قرار است در برلین توسط حواریون خریداری شود را پیدا کنند. نقشه حواریون منفجر کردن سه مکان مذهبی مهم بر روی زمین است: واتیکان، کعبه و قدس. با این حال عملیات آنطور که باید پیش نمی‌رود و هانت و افرادش شکست می‌خورند. اطلاعات بعدی، هانت و تیمش را به پاریس می‌برد. جایی که قرار است شخصی به نام لارک با فروشنده پلوتونیم که با اسم فرعی بیوه سفید شناخته می‌شود دیدار کند. اما پیش از آنکه هانت وارد عمل شود، رئیس آژانس اطلاعات مرکزی که از شیوه سرخود عملیات‌های هانت شاکی است به سراغ او رفته و می‌گوید برای اطمینان، یک مأمور سی‌آی‌اِی او را در این مأموریت همراهی خواهد کرد. فرد مورد نظر، یکی از جاسوسان و آدم‌کش‌های حرفه‌ای سی‌آی‌اِی به اسم آگوست واکر است که برعکس هانت شیوه بسیار خشنی در اجرای مأموریت‌ها دارد.
هانت و واکر به مهمانی یک کلوپ شبانه در پاریس نفوذ می‌کنند که گمان می‌رود که لارک در آن‌جا به‌عنوان یک دلال فروش پلوتونیوم، کلاهک‌ها را از میتسوپولیس می‌خرد. آن‌ها مردی را که گمان می‌کنند لارک است پیدا می‌کنند، اما پس از مبارزه با او در سرویس بهداشتی، توسط ایلسا فاوست، مأمور ام‌آی۶ کشته می‌شود. هانت بدون اینکه از ماسک تغییر چهره استفاده کند، خودش را به‌جای لارک جا می‌زند و از دست قاتلانی که برای کشتن لارک و میتسوپولیس فرستاده شده‌اند، فرار می‌کند.
در ازای دادن پلوتونیوم، میتسوپولیس از هانت می‌خواهد تا لین را از یک کامیون حمل زندانی که در پاریس در حال انتقال است، خارج کند. او یکی از هسته‌های پلوتونیوم را به عنوان پیش پرداخت به او می‌دهد. هانت و واکر به‌شکل غافلگیرانه به کامیون حمله می‌کنند و آن را به درون آب می‌اندازند تا مانع از کشته شدن پلیس‌های محلی توسط میتسوپولیس و برادرش زولا شوند. آن‌ها پلیس و افراد میتسوپولیس را در تعقیب پاریس هدایت می‌کنند در حالی‌که دان و استیکل در یک قایق آبی، لین را از آب نجات می‌دهند. فاوست دوباره سروکله‌اش پیدا می‌شود و سعی می‌کند لین را برای اثبات وفاداری خود به ام‌آی۶ بکشد، اما موفق به انجام این کار نمی‌شود. میتسوپولیس به هانت دستور می‌دهد تا لین و فاوست را به لندن تحویل دهد.
آلن هانلی، دبیر آی‌ام‌اف در خانه‌ای امن در لندن، مدارکی را افشا و به اسلون داده می‌دهد که توسط واکر دستکاری شده و نشان می‌دهد هانت در واقع همان لارک است و مردی که توسط ایلسا کشته شده طعمه ای بیش بوده‌است. سرانجام، هانت، گروه و هانلی با فریب دادن والکر متوجه می‌شوند که او در واقع همان لارک واقعی است و اسلون را باخبر می‌کنند و او یک گروه از مأموران سی‌آی‌اِی را می‌فرستد تا همه را تحت بازداشت به واشینگتن منتقل کنند. غافل از اینکه مأموران سی‌آی‌اِی بدون اینکه اسلون اطلاع داشته باشند، نفوذی‌های حواریون هستند و واکر به آن‌ها دستور می‌دهد هر مأمور سیای دیگر را بکشند و به آی‌ام‌اف حمله کنند. واکر هانلی را می‌کشد و پس از تعقیب او در لندن توسط هانت، می‌گریزد. هنگامی‌که او با لین به هند می‌رود، واکر به هانت دستور می‌دهد تا خود را تحویل دهد و اعتراف کند که او لارک است وگرنه همسر سابق هانت، جولیا آسیب می‌بیند.
گروه متوجه می‌شوند که لین و واکر قصد دارند دو بمب هسته‌ای باقیمانده را در یک اردوگاه پزشکی بر فراز یخچال سیاچن منفجر کنند و منابع آب هند، پاکستان و چین را آلوده کنند تا از این طریق یک سوم جمعیت جهان را درگیر کرده و آن را دچار هرج‌ومرج کنند که حوّاریون معتقدند انجام این کار منجر به پیدایش نظم نوین جهانی می‌شود. از آنجایی که بمب‌ها با یک کلید ایمنی به یکدیگر متصل شده‌اند، هر گونه تلاش برای خنثی سازی یک بمب، چاشنی بمب دیگر را به‌طور خودکار فعال می‌کند.
هانت با ورود به کشمیر متوجه می‌شود جولیا و شوهر جدیدش اریک به اردوگاه پزشکی آن‌جا اعزام شده‌اند. لین با یک شمارش معکوس ۱۵ دقیقه‌ای چاشنی بمب‌ها را فعال می‌کند و آن را به واکر می‌دهد و تصمیم می‌گیرد درکنار بمب‌ها بماند. واکر با هلیکوپتر پرواز می‌کند ولی به‌طور مخفیانه توسط هانت تعقیب می‌شود. در همین حین، دان، استیکل و فاوست در تلاش برای پیداکردن و خنثی‌سازی سلاح‌های هسته‌ای هستند. استیکل تلاش می‌کند تا با کمک جولیا اولین بمب را غیرفعال کند، اما آن‌ها بدون چاشنی نمی‌توانند این کار را انجام دهند. فاوست و دان دومین بمب را پیدا می‌کنند، اما با لین که برای آن‌ها کمین کرده درگیر اما در نهایت او را شکست می‌دهند. در پی یک تعقیب‌وگریز هوایی، هلیکوپتر هانت با با هلیکوپتر واکر برخورد می‌کند. سپس هردو بر روی صخره‌ای نبرد درگیر می‌شوند ولی در نهایت هانت واکر را می‌کشد. هانت چاشنی را به سرعت به دست می‌آورد و باعث می‌شود تا گروه سلاح‌های هسته‌ای را غیرفعال کند.
سپس، اسلون لین را از طریق میتسوپولیس به ام‌آی۶ تحویل می‌دهد و فاوست تبرئه می‌شود. جولیا به هانت می‌گوید که علی‌رغم تعهدش به آی‌ام‌اف، بهترین زندگی برای او فراهم کرده‌است. در آخر فاوست به همراه گروه به عیادت هانت می‌روند.

## بازیگران
- تام کروز در نقش ایتن هانت، مأمور آی ام اف و رهبر یک تیم عملیاتی
- هنری کویل در نقش آگوست واکر، آدمکش سی آی ای که برای مرکز فعالیت‌های ویژه کار می‌کند و باید روی ایتن و تیمش نظارت داشته باشد
- وینگ ریمز در نقش لوتر استیکل، مأمور آی ام اف و عضو تیم هانت و صمیمی‌ترین دوستش
- سایمون پگ در نقش بنجی دان، مأمور فنی آی ام اف و عضو تیم هانت
- ربکا فرگوسن در نقش السا فاست، مأمور سابق ام آی سیکس که در ملت یاغی با تیم هانت متحد شد
- شان هریس در نقش سالومون لین، مغز متفکر آنارشیست که در ملت یاغی رهبر سندیکا بود.
- آنجلا باست در نقش اریکا اسلون، اداره‌کننده جدید سازمان اطلاعات مرکزی، جایگزین هانلی و سرپرست واکر
- ونسا کربی در نقش آلانا میتسوپلیس، دلال بازار سیاه سلاح، با لقب بیوه سفید. او دختر «مکس»، نقش منفی مکمل در فیلم سال ۱۹۹۶ است.
- میشل موناهن در نقش جولیا مید، دکتر و همسر سابق ایتن
- وس بنتلی در نقش اریک، شوهر جولیا
- الک بالدوین در نقش الن هانلی، اداره کننده سابق سی آی ای که در پایان ملت یاغی، دبیر جدید آی ام اف شد.
- فردریک اشمیت در نقش زولا میتسوپلیس، برادر آلانا و مجری اصلی کارهای او
- راس اوهنسی در نقش مأمور بریتانیایی

## بازخوردها
- در جمع‌آوری نقد راتن تومیتوز این فیلم بر اساس ۴۴۲ نقد، ۹۷ درصد امتیاز تأیید را با میانگین امتیاز ۸٫۴ از ۱۰ دارد. اجماع انتقادی این وب‌سایت می‌گوید: «سریع، شیک و سرگرم‌کننده».[۵]
- در متاکریتیک، فیلم بر اساس ۶۰ منتقد، میانگین وزنی امتیاز ۸۶ از ۱۰۰ را دارد که نشان‌دهنده «تحسین جهانی» است.[۶]
- در حالی که سینماسکور گزارش داد که تماشاگران فیلم به آن نمره متوسط "A" در مقیاس A+ تا F داده‌اند، که بالاترین نمره برای این مجموعه است.
- این فیلم در ایالات متحده و کانادا ۲۲۰٫۲ میلیون دلار و در مناطق دیگر ۵۷۱ میلیون دلار به دست آورد که مجموعاً ۷۹۱٫۱ میلیون دلار در سراسر جهان به دست آورد، در مقابل بودجه تولید ۱۷۸ میلیون دلار، و تبدیل به پردرآمدترین فیلم در مجموعه فیلم‌های مأموریت غیرممکن شد.

## دنباله‌ها
- مأموریت: غیرممکن – روزشمار مرگ قسمت اول (۲۰۲۳)
- مأموریت: غیرممکن – روزشمار مرگ قسمت دوم (۲۰۲۴)

## توضیحات
1. ↑  عبارت Fallout؛ هم به معنی گرد و غبار ناشی از انفجار اتمی است و هم‌معنی «پیامد» را می‌دهد که هردو عنوان نیز با موضوع فیلم مرتبط هستند..